# Fogdatjärnen
Fogdatjärnen är en sjö i Nora kommun i Västmanland och ingår i Norrströms huvudavrinningsområde.